# Frederik Ndoci
Frederik Ndoci (Shkodër, RSP de Albania, 9 de febrero de 1960) es un cantante albanés que, junto a Aida N. Dyrrah, representó a su país en el Festival de la Canción de Eurovisión 2007, con la canción «Hear My Plea».

## Biografía
Frederik creció en una familia de artistas de Shkodra, en el norte de Albania. Su hermana, Rita Ndoci, fue una comediante profesional. Su otra hermana, Julia Ndoci, comenzó una carrera como cantante después de Frederik, pero con menos éxito. A pesar de su gran éxito, tuvo muchas dificultades causadas en gran medida por el régimen comunista albanés de la época.

## Carrera
Antes de ganar el Festival I Këngës 45, también ganó la 28.ª edición, junto con Manjola Nallbani & Julia Ndoci. Interpretó "Balada e Gurit" ("Balada de Piedra") junto con su esposa, Aida Ndoci en el 45.º festival. La canción fue llamada «Hear My Plea» y traducida al inglés para el Eurovisión y sólo Frederik obtuvo créditos por ella.
No es la primera vez que Frederik, quien canta en seis idiomas, ha ganado una competencia. Ganó el Festival en diciembre de 1989 con la canción llamada «Toka e Diellit» («Tierra del Sol»). Su larga carrera incluye películas exitosas, donde ha participado  como actor, estelarizando en papeles principales y secundarios.